# Joey (1985)
Joey (In de Verenigde Staten uitgebracht onder de titel: Making Contact) is een Duitse fantasy-horrorfilm uit 1985, geregisseerd door Roland Emmerich.

## Verhaal
Op 9-jarige leeftijd heeft Joey net zijn vader verloren. Maar op een avond beseft hij dat hij met hem in contact kan komen via een van zijn speelgoed, een kleine rode telefoon. Kort daarna ontdekt hij verborgene telekinese krachten en kan hij objecten op afstand verplaatsen. Maar heel snel verandert de droom in een nachtmerrie wanneer Joey een vreemde pop ontdekt in een nabijgelegen verlaten huis. Deze buiksprekende pop wordt inderdaad bewoond door een machtige demon, die van plan is de opkomende krachten van het kind voor eigen rekening te gebruiken.

## Rolverdeling
| Acteur         | Personage     |
| -------------- | ------------- |
| Joshua Morell  | Joey Collins  |
| Eva Kryll      | Laura Collins |
| Tammy Shields  | Sally         |
| Jan Zierold    | Martin        |
| Barbara Klein  | Dr. Haiden    |
| Matthias Kraus | Bernie        |

## Prijzen en nominaties
| Jaar | Prijs       | Categorie  | Genomineerde(n) | Uitslag     |
| ---- | ----------- | ---------- | --------------- | ----------- |
| 1987 | Fantasporto | Beste film | Roland Emmerich | Genomineerd |